# Hamilton (Victoria)
Pour les articles homonymes, voir Hamilton.
Hamilton est une ville ("city") du comté des "Southern Grampians" au Victoria en Australie. La ville est située au carrefour de la "Glenelg Highway" (qui relie Ballarat à Mount Gambier) et la "Henty Highway" (entre Portland et Horsham). L'"Hamilton Highway" relie la ville à Geelong. Elle compte 9 379 habitants.
Se décrivant comme la capitale mondiale de la laine, elle s'enorgueillit d'avoir les plus grandes pelotes de laine au monde. La ville est aussi célèbre pour le musée du transport Sir Reginald Ansett, qui a établi Ansett Australia là en 1935.
La ville est construite à l'intersection de trois populations aborigènes: les « Gunditjmara » dont le territoire s'étendait de la ville vers le sud jusqu'à la côte, les « Tjapwurong » situés au nord-est, et les « Bunganditj » à l'ouest. Ces populations étaient pratiquement sédentarisées car la région est fertile, bien arrosée, permettant une vie sauvage facile et supprimant la nécessité de se déplacer pour se nourrir. On trouve encore des barrages et des pièges à poissons dans le lac Condah au sud d'Hamilton, ainsi que circulent des histoires aborigènes de colons européens installés très tôt dans la région.
Le 12 septembre 1836, le Major Thomas Mitchell fut le premier Européen à traverser la région où allait s'installer la ville. Il raconta la fertilité de la région et encouragea les bergers à venir s'installer avec leurs troupeaux et en 1839, la région était bien colonisée.
Des conflits éclatèrent entre les bergers et les aborigènes. Ces derniers s'opposèrent à l'installation d'étrangers sur leurs terres tribales. Ils tuèrent des moutons pour se nourrir et se venger de l'installation des européens sur leur terre de chasse. Il est à peu près sûr qu'un certain nombre d'aborigènes furent tués à cette époque par suite de ces conflits.

## Personnalités
- John Lerew (1912–1996), officier et pilote de la RAAF, puis senior manager au sein de l'OACI, est né à Hamilton.